# Seymour Skinner
Directorul Seymour Skinner (născut Armin Tamzarian⁠(d)) este un personaj secundar din serialul de televiziune american Familia Simpson. Interpretat de Harry Shearer, Skinner este directorul școlii primare din Springfield⁠(d) și se confruntă constant cu lipsa resurselor, profesorii dezinteresați și studenții scăpați de sub control. Intră adesea în conflict cu Bart Simpson, principala sursă de haos din școală.
Skinner încearcă să impună disciplină la nivelul școlii, având o atitudine rigidă și belicoasă influențată de anii petrecuți în Forțele Armate Speciale ale Statelor Unite, în războiul din Vietnam și de perioada în care a fost prizonier de război. Acesta respectă întotdeauna ordinele venite din partea mamei sale, Agnes Skinner⁠(d), și a inspectorului Chalmers⁠(d).

## Biografie
Personajul este preocupat constant de finanțarea școlii. Încearcă să păstreze ordinea în instituție pentru a trece cu brio inspecțiile frecvente ale inspectorului Chalmers, însă fără prea mult succes. Mai mult, Chalmers îl blamează fără perdea pe director. De obicei, inspecțiile iau o turnură neașteptată din cauza farselor elaborate puse în aplicare de Bart. De-a lungul timpului, Skinner a dezvoltat o relație de dragoste-ură⁠(d) cu Bart; în episodul „Sweet Seymour Skinner's Baadasssss Song⁠(d)”, după concedierea lui Skinner și înlocuirea sa cu Ned Flanders⁠(d), farsele lui Bart nu mai au același impact, iar lui Skinner îi lipsesc conflictele constante cu Bart.
Personalitatea lui Skinner este puternic influențată de faptul că a servit în  Războiul din Vietnam ca parte a Forțelor Armate Speciale. A fost capturat de Việt Cộng în timpul Bătăliei de la Khe Sanh și și-a petrecut următorii trei ani ca prizonier de război. A dezvoltat sindrom de stres posttraumatic după mai multe evenimente tragice (e.g. și-a văzut întregul pluton devorat de un elefant). De asemenea, este dezgustat de modul în care veteranii de război au fost tratați la întoarcerea din Vietnam. Skinner este un luptător foarte priceput, în special în luptă corp la corp⁠(d), și își demonstrează abilitățile în mai multe episoade. Deși pare adesea lipsit de voință și demn de milă, își folosește experiența militară dobândită în război pentru a obține respect și a impune ordinea.
Deși încearcă să mențină imaginea unei persoane obsedate de disciplină, Skinner este anxios, nehotărât și are o relație nesănătoasă cu mama sa; cei doi locuiesc împreună, iar aceasta îl critică mereu și îl poreclește „Spanky”. Pe lângă câteva întâlniri cu Patty Bouvier⁠(d), a dezvoltat o relație de dragoste cu învățătoarea Edna Krabappel⁠(d). Cei doi sunt concediați când inspectorului Chalmbers i se aduce la cunoștință despre relație de către ofițerul de poliție Clancy Wiggum⁠(d). La sfatul lui Bart, Skinner și Edna se închid în școală, contactează presa și cer să-și primească slujbele înapoi. După ce își recapătă funcțiile, cei doi continuă să iasă la întâlniri timp de câțiva ani și ulterior se logodesc, însă nunta celor doi este anulată în cele din urmă.
Controversatul episod „The Principal and the Pauper⁠(d)” din sezonul 9 aduce numeroase modificări la biografia lui Skinner, dezvăluind ca este un impostor. Orfan din Capital City, Armin Tamzarian este înrolat forțat în Armata Statelor Unite în timpul Războiului din Vietnam. În calitate de beretă verde, activează pe frontul vietnamez sub sergentul Seymour Skinner. Pe parcursul războiului, cei doi se împrietenesc, iar Tamzarian ajunge să-l venereze. Când sergentul este declarat dispărut în misiune⁠(d) și se presupune că a murit, Armin revine în Springfield pentru a-i informa mama. Totuși, Agnes îl confundă în mod intenționat cu Seymour, iar acesta își asumă identitatea sa și devine directorul școlii primare. Se dezvăluie ulterior că adevăratul Seymour Skinner (interpretat de Martin Sheen) este încă în viață și revine pentru scurt timp acasă. Acesta dorește să devine directorul școlii primare din Springfield, însă se dovedește a fi extrem de nepopular și este alungat din oraș. Judecătorul Snyder⁠(d) îi acordă lui Tamzarian „numele, trecutul, prezentul, viitorul și mama lui” Skinner și declară că cei ce vor menționa din nou adevărata sa identitate vor fi „torturați” (deși Lisa folosește numele său real în episodul „I, (Annoyed Grunt)-Bot⁠(d)”. Continuitatea serialului pare să revină la biografia originală a personajului odată cu episodul „Boy Meets Curl⁠(d)” din 2010, Skinner fiind prezentat în uterul mamei sale și menționat ca fiul biologic al lui Agnes. În episodul „Grampy Can Ya Hear Me⁠(d)”, adolescentul Skinner locuiește împreună cu Agnes și se pregătește să meargă la facultate.